# 賀若誼
賀若 誼（がじゃく ぎ、520年 - 596年）は、西魏から隋にかけての軍人。字は道機。本貫は代郡。河南郡洛陽県の出身。

## 経歴
賀若統の三男として生まれた。功臣の子として、容城県男の爵位を受けた。直閤将軍・大都督・通直散騎常侍・尚食典御に累進した。
宇文泰が関中に拠ると、賀若誼はその側近として召された。杏城に使者として訪れ、柔然の部族に利害を説いて帰順を勧め、1万人あまりを降伏させた。北斉の舎人の楊暢が柔然と同盟しようと送られると、宇文泰は北斉と柔然の連合を恐れて、賀若誼を使者として柔然に送った。賀若誼は多大な利益を約束して、柔然を信用させると、柔然は西魏と同盟し、楊暢の身柄を捕らえて送った。宇文泰はこれを喜んで、賀若誼を車騎大将軍・儀同三司・略陽公府長史に任じた。
557年、北周が建国されると、司射大夫の位を受け、覇城県子に改封され、左宮伯に転じた。559年（武成元年）、開府儀同三司の位を加えられた。後に霊州刺史・邵州刺史・原州総管・信州総管を歴任して、有能で知られた。565年（保定5年）、兄の賀若敦が宇文護の怒りを買って自殺させられると、連座して免職された。
武帝が親政をはじめると、賀若誼は召されて熊州刺史に任じられた。北斉平定の戦いに参加し、兵を率いて函谷関を出て、洛陽を占拠すると、洛州刺史に任ぜられ、建威県侯に進んだ。北斉の范陽王高紹義が突厥に逃れると、賀若誼はこれを追撃し、馬邑で戦って、高紹義を捕らえた。功績により大将軍の位に進んだ。
580年（大象2年）、楊堅が丞相となると、賀若誼は亳州総管に任ぜられ、西は司馬消難の乱を防ぎ、東は尉遅迥の乱をはばんだ。申州刺史の李慧が乱を起こすと、賀若誼はこれを討った。爵位は范陽郡公に進んだ。
581年（開皇元年）、隋が建国されると、上大将軍の位を受けた。583年（開皇3年）、右武候将軍となった。河間王楊弘が突厥に北征すると、賀若誼は副元帥をつとめた。凱旋すると、左武候大将軍に転じた。事件に連座して免職された。1年あまりして、華州刺史に任じられた。敷州刺史に転じ、海陵郡公に改封され、また涇州刺史に転じた。592年（開皇12年）、賀若誼は霊州総管・霊州刺史となって突厥を牽制した。位は柱国に進んだ。老年になっても、筋力が衰えず、重い鎧をつけて馬に乗ることができた。数年後、隠退を願い出て許された。
郊外に別荘を構え、樹木を植え、賓客を迎えては女楽を催して遊んだ。596年（開皇16年）2月、家で死去した。享年は77。諡を威といった。

## 子女
- 賀若挙（後嗣）
- 賀若協（庶長子、驃騎将軍）
- 賀若祥（奉車都尉）
- 賀若与（車騎将軍）

## 伝記資料
- 『隋書』巻39 列伝第4
- 隋使持節柱国霊州総管海陵郡賀若使君之碑（賀若誼碑）